# 戈溫斯 (伊利諾伊州)
戈溫斯（英語：Gowins）是位於美國伊利諾伊州波普縣的一個非建制地區。該地的面積和人口皆未知。

## 地理
戈溫斯的座標為37°26′37″N 88°28′04″W / 37.44361°N 88.46778°W，而該地的平均海拔高度為129米（即423英尺）。